# Чечора (приток Сожа)
Чечора (бел. Чачора) — река в Гомельской области Беларуси.
Впадает в Сож по левому берегу на окраине города Чечерска. Течёт по Приднепровской низменности. Длина реки — 56 км, площадь водосборного бассейна — 551 км². Среднегодовой расход воды в районе устья — 3,2 м³/с.

## Происхождение названия
Согласно Г. П. Смолицкой название Чечора происходит от древнерусского слова чечора — «старое русло реки».
По мнению В. Н. Топорова, название реки Чечора — балтского происхождения. Он указывает, что этот гидроним распространен на большой территории от бассейна Вислы на западе до бассейна Оки на востоке. Он приводит уникальную ситуацию калькирования — речка Чечера на территории современной Москвы протекает через местность, которая называлась «Гороховое поле», и приводит в качестве параллели прусск. keckars «горох».
Гидроним может быть сложением двух древних корневых частей Чеч- и -ер со значением «красивый» и «протока реки; озеро» соответственно. Либо же он может восходить к слову кичера, которое в говорах карпатского ареала означает «возвышенность, покрытая лесом». Данное слово могли принести с собой группы славян при проникновении на северо-восток в первом тысячелетии н. э.

## Гидрология
Берега в верхнем течении низменные. Ниже по течению склоны открытые высотой 7-10 м, в некоторых местах до 15 м. Пойма шириной 0,2 — 0,5 км, осушенная, луговая. Ширина реки в верхнем течении 3-6 м, в среднем — 7-10 м, в нижнем — до 15 метров.
Основные притоки: реки Дулепа, Любица — слева, Глубокая — слева. Не судоходна. На реке расположено водохранилище Меркуловичи.
Исток в 2-х км на северо-восток от деревни Лесовая Буда Кормянского района Гомельской области, устье на окраине города Чечерска Гомельской области.
В пойме реки расположены мелиоративные каналы. Также принимает сток из мелиоративных каналов.
Половодье — со 2-й декады марта до 3-й декады апреля.

## Населённые пункты
- Чечерск